# Los 40 (Guatemala)
Los 40 (estilizado como LOS40; anteriormente Los 40 Principales) es una estación radial guatemalteca propiedad de Grupo PRISA, con una temática dedicada a la música actual en español e inglés. Los 40 está presente en otros países como España, país de origen de la emisora y en varios países de Hispanoamérica. 
trasmite su señal desde Ciudad de Guatemala, en el 92.5 entre los años 2005 y en la frecuencia 103.7 fm en 2018, hasta el año 2020, cuando empieza a operar nuevamente de forma independiente. En la frecuencia 93.3FM CIUDAD DE GUATEMALA y 104.1 Zacapa y chiquimula Oriente guatemalteco los principales programas de la emisora destacan Del 40 al 1, De película, Meristation, Global Show, World Dance Music Anda Ya y Los 40 Classic

## Historia
Inicio transmisiones a partir de 2005 como Los 40 Principales formando parte del Circuito Radial Radio Rumbos (hoy Grupo Nuevo Mundo) donde emitió programación de música pop en español y en inglés, en 2007 compró frecuencias en distintas ciudades como Quetzaltenango, Totonicapán, Retalhuleu, Suchitepéquez, Escuintla, San Marcos, Chiquimula, Zacapa, El Progreso, Chimaltenango, Alta Verapaz, Baja Verapaz, Izabal y Petén.
Tras la transmisión de Los 40 Music Awards por Televisiete de Albavisión, se decidió que para inicios de 2017 se quitara automáticamente la concesión de Radio Fiesta en la frecuencia del 103.7 FM, la cual era la frecuencia que por muchos años formó parte de TGBM la voz de la buena música, ya que Los 40 pasa en manos de Grupo Nuevo Mundo, a Central de Radio S.A. también de Albavisión, que junto a Galaxia La Picosa 88.5 FM, La Marca 94.1 FM, Sonora 96.9 FM, Alfa 97.3 FM, Xtrema 101.3 FM y Tropicálida 104.9 FM formarán parte de una gran familia. Cabe destacar que en noticieros como Notisiete, Telediario, T13 Noticias, por el canal TN23, y el programa matutino Nuestro Mundo, confirmaron la llegada de Los 40 Guatemala al Grupo Albavisión.
Los 40 Guatemala terminó sus emisiones el viernes 28 de diciembre de 2018 a la medianoche, después de 13 años en el aire ininterrumpidos. En su lugar, Grupo Albavisión apostó por el regreso de Radio Fiesta en la frecuencia del 103.7 FM tras casi 2 años de ausencia. La decisión se debe a desacuerdos entre la empresa y Grupo PRISA de España respecto a la licencia de marca, así como la indignación de la audiencia por la eliminación de la plaza radial debido a su contenido musical.
Tras 2 años de ausencia, Los 40 regresa a Guatemala de forma independiente a partir de 2020, emitiendo su señal por radio en línea, desde su página web y por la aplicación móvil Los 40 Radio.
A partir de 2021, regresó a la frecuencia modulada, esta vez fue en la ciudad del Sexto Estado de los Altos, Quetzaltenango en el 97.1 FM, en reemplazo de La Jefa de CRN. De esta manera, la frecuencia también cubrió el departamento de Totonicapán, sin embargo a partir del 1 de julio dejó de transmitirse por el 97.1 para dar paso a la nueva repetidora de Radio Cultural TGN, teniendo una mínima duración de 3 meses al aire en FM.
En 2022, luego de la adquisición de la frecuencia 93.3 por parte de Grupo Nuevo Mundo, esta optó por alquilar la frecuencia a Grupo Prisa, misma la cuál optaría por retornar el formato de Los 40 a la radiodifusión guatemalteca luego del periodo de transmisión en Quetzaltenango.

## Frecuencia
- Ciudad de Guatemala - 93.3 FM
- Zacapa y Chiquimula - 104.1 FM

## Frecuencias anteriores
Esta frecuencia se convirtió en la repetidora de Radio Cultural TGN:
- Quetzaltenango y Totonicapan 97.1 FM

En un inicio había tomado el lugar de Radio Fiesta, pero regresó a su origen tiempo después:
- 103.7 FM para Guatemala y Sacatepéquez (TGBM La Voz de la Buena Música)

Frecuencias que actualmente forman parte de la cadena Más Música de Grupo Nuevo Mundo:
- Guatemala, Sacatepéquez y El Progreso 92.5 FM
- Quetzaltenango, Totonicapan, Suchitepéquez, Retalhuleu, San Marcos, Huehuetenango, Sololá y Quiché 105.5 FM
- Suchitepéquez y Retalhuleu 95.9 FM
- Escuintla 104.7 FM
- Zacapa y Chiquimula 99.5 FM
- Petén, Izabal y Las Verapaces 93.3 FM